# チンアナゴ
チンアナゴ（狆穴子、Heteroconger hassi）はウナギ目アナゴ科に属する海水魚の一種。

## 分布
インド洋、西太平洋の熱帯域に分布し、日本では高知県から琉球列島にかけて分布する。

## 形態
全長35cm程度。体は灰白色で多数の暗色点を持ち、普通鰓孔周辺、躯幹部及び肛門周辺に大きな黒色斑がある。上唇、胸鰭の形状は同属のゼブラアナゴと同様。ゼブラアナゴの上唇の左右の遊離縁は前方でつながり、胸鰭はない。

## 生態
流れの強い珊瑚礁外縁部の砂底に生息する。頭部を外に出して潮の流れに乗ってくる動物プランクトンを捕食している。プランクトン飼育の難しい小規模環境では、冷凍イサザアミ（ホワイトシュリンプ）を与える。餌を目で見て確認し、体をのばして1つずつ丁寧に捕食する。体の下部は常時砂に入っており、敵が近づくと全身を穴にひっこめて隠れる。新たな場所の砂に入る場合は、尾から体をくねらせるようにして穴を作りながら入って行く。

## 名称
和名は顔つきが日本犬の狆に似ていることからこの名がついた。
英名は「spotted garden eel」で、spottedは斑点のあるという意味で、garden eelは直訳すると「庭・ウナギ」で、砂底から頭を出す生態が庭の草木が生えることに似ていることから名がついた。
また中国語名は哈氏異康吉鰻である。

## 利用
姿や生態が特徴的で愛らしいため、観賞用として同亜科のニシキアナゴなどと共に水族館で飼育されることも多い。

## 画像集

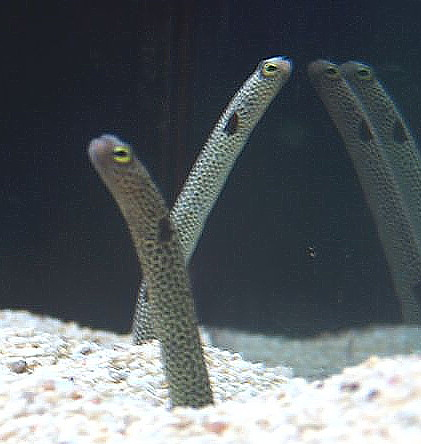
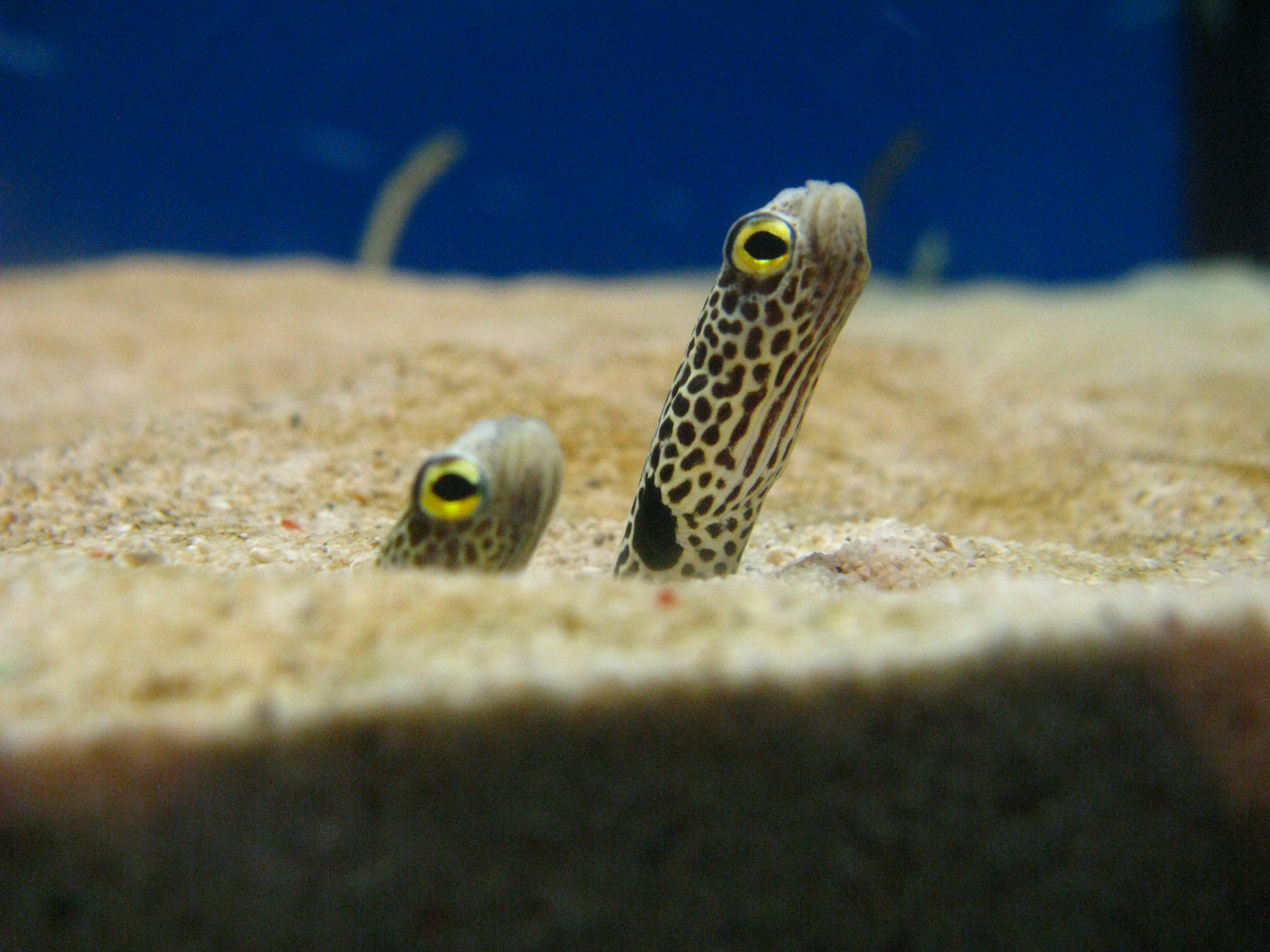
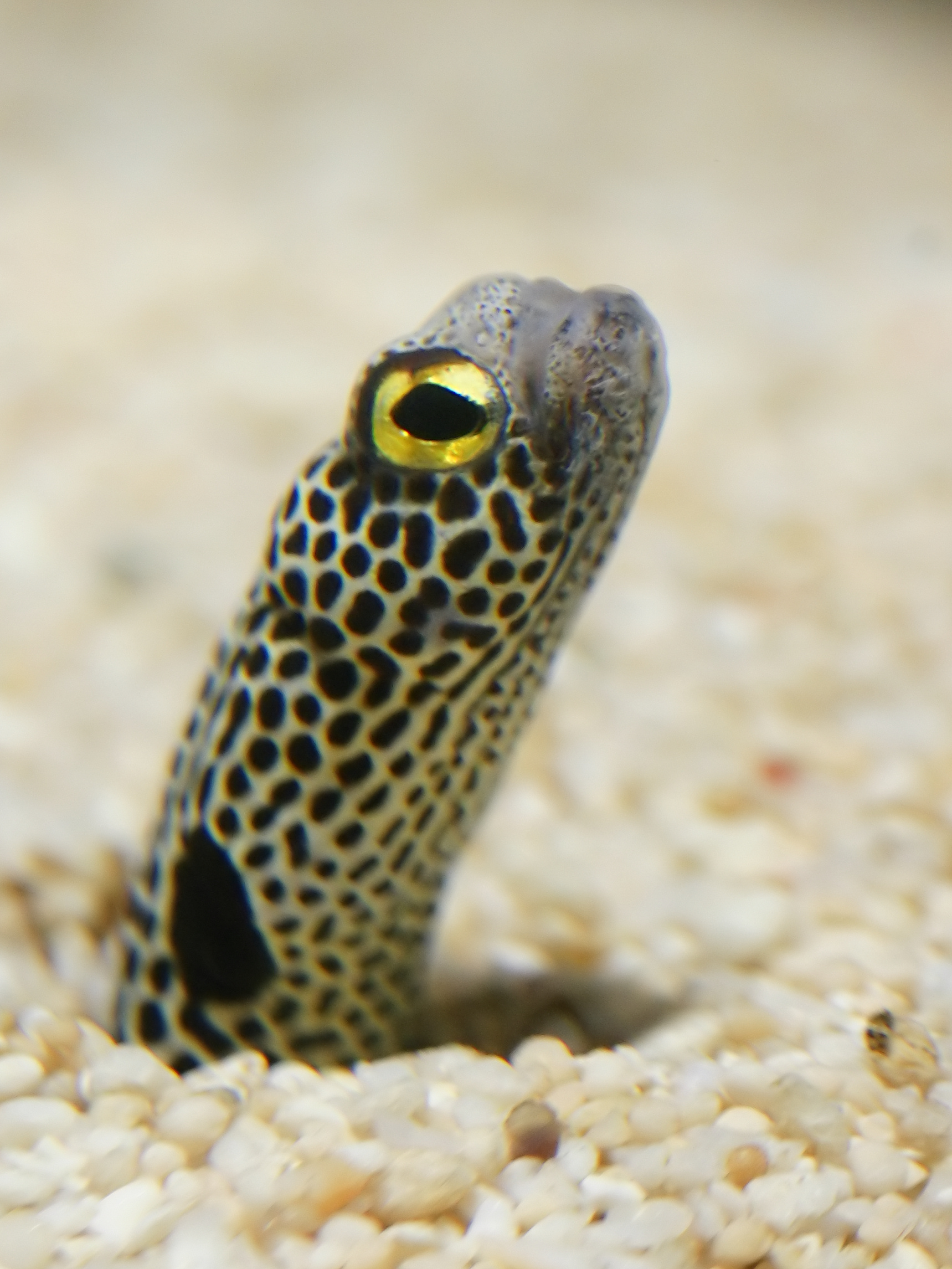
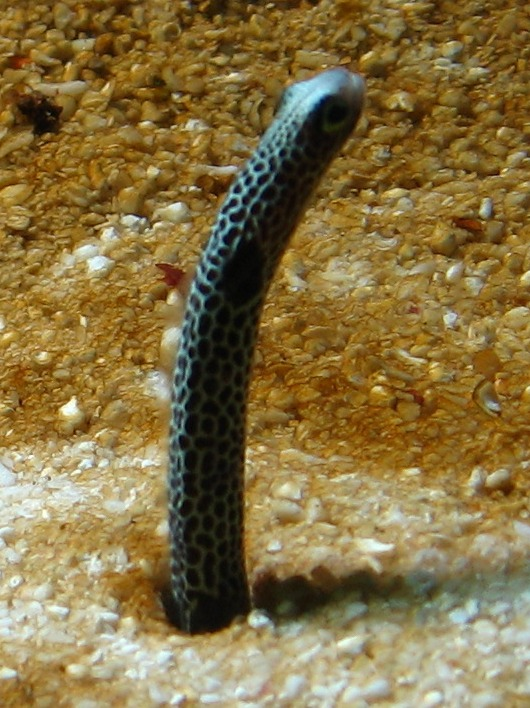
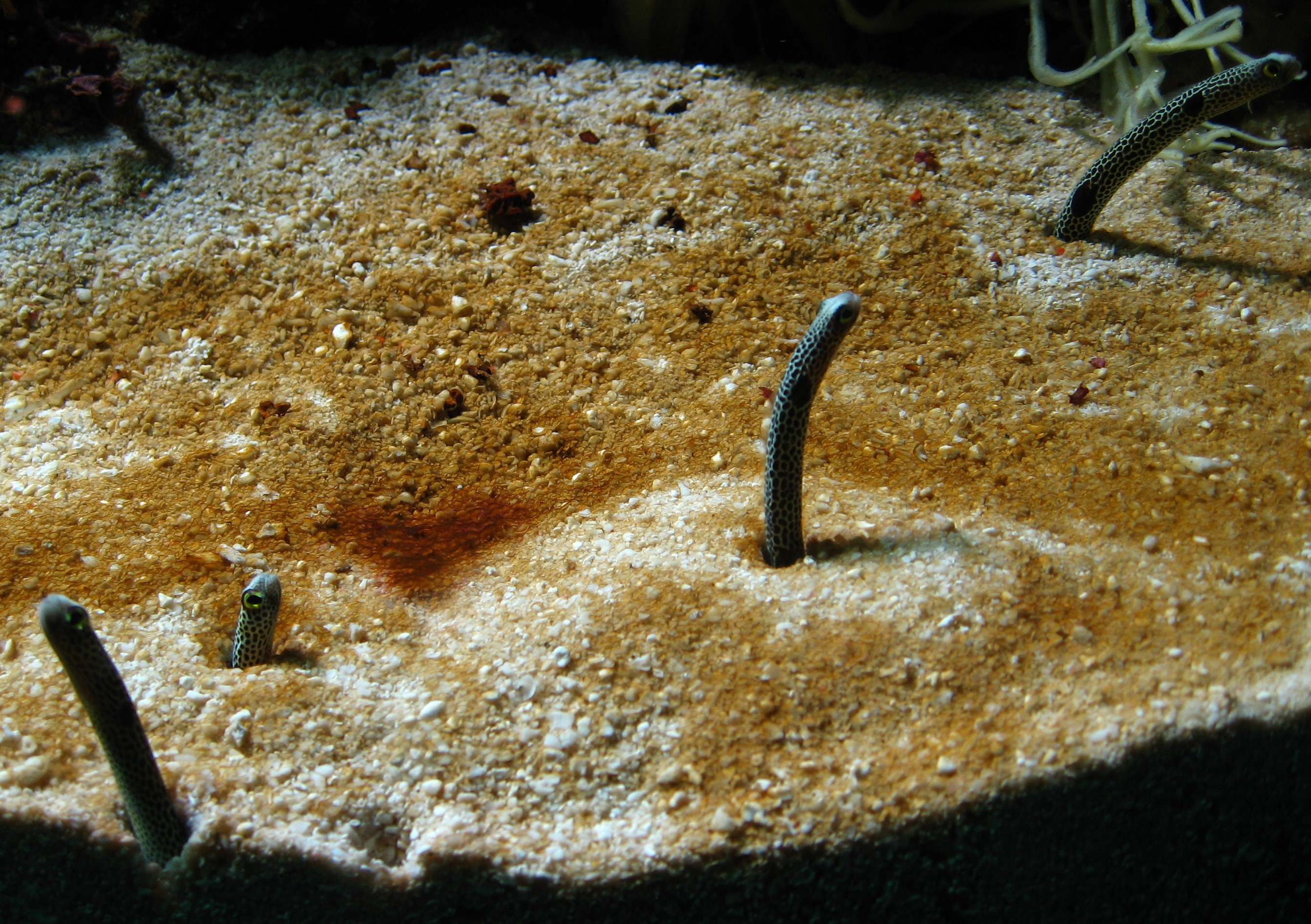

### 飼育されている主な水族館
- AOAO SAPPORO
- おたる水族館
- サケのふるさと　千歳水族館
- 登別マリンパークニクス
- 青森県営浅虫水族館
- 男鹿水族館
- 仙台うみの杜水族館
- アクアマリンふくしま
- 栃木県なかがわ水遊園
- アクアワールド茨城県大洗水族館
- すみだ水族館
- 板橋区立熱帯環境植物館
- アクアパーク品川
- しながわ水族館
- 新江ノ島水族館
- 京急油壺マリンパーク
- マリンピア日本海
- 名古屋港水族館
- 竹島水族館
- 南知多ビーチランド
- 鳥羽水族館
- 京都水族館
- 海遊館
- 神戸須磨シーワールド
- ニフレル
- 魚っ知館
- みやじマリン
- 下関市立しものせき水族館「海響館」
- 城崎マリンワールド
- 島根県立しまね海洋館アクアス
- 大分マリーンパレス水族館「うみたまご」
- いおワールドかごしま水族館
- 美ら海水族館

### チンアナゴを題材とした出版物
- アナゴたいそう(鈴木出版)
- ちんあなごの ちんちんでんしゃ（講談社）
- ゆらゆらチンアナゴ(ほるぷ出版)